# Plan Regulador del Cantón de Escazú
El Plan Regulador del cantón de Escazú, se incorpora, de conformidad con el artículo 17 de la Ley de Planificación Urbana.  El procedimiento, para su aprobación, se describe a continuación: 
- a)	Se convocó a una audiencia pública por medio del diario oficial La Gaceta, No. 68 del 6 de abril, 2004. Dicha audiencia se realizó el 15 de mayo de 2004 en la Escuela República de Venezuela, donde se dio a conocer el proyecto y la reglamentación propuesta, y se recogieron las observaciones verbales y escritas formuladas por interesados.
- b)	Se obtuvo la aprobación de sus reglamentos por parte del Instituto Nacional de Vivienda y Urbanismo mediante el dictamen de la Dirección de Urbanismo del 16 de diciembre de 2004, con el oficio PU-C-D-1712-2004.
- c)	El Concejo Municipal acordó la adopción formal de sus reglamentos,  por mayoría absoluta de votos, en la sesión extraordinaria Nº 59, efectuada el 17 de diciembre de 2004, según acuerdo No. AC-693-04.
- d)	Se publica el presente reglamento en el diario oficial La Gaceta, No.54 del 17 de marzo de 2005, y se informa sobre el acuerdo de adopción y entrada en vigencia del Plan Regulador desde esa misma fecha, a menos de que se presenten los casos mencionados en el capítulo V de Transitorios (Municipalidad de Escazú, 2005).

## Estructura del Plan Regulador de Escazú
El Plan Regulador es un documento estructurado en seis capítulos y cuarenta y ocho artículos, entre los cuales se incluyen las disposiciones transitorias y el glosario de términos básicos.  El contenido de cada capítulo, de manera condensada es el siguiente: (Municipalidad de Escazú, 2005)

### CAPÍTULO I - Establecimiento y aplicación del Plan Regulador
Los artículos del 1 al 6 se exponen el procedimiento de aprobación, marco conceptual, ámbito de aplicación, requisitos para construcción, sanciones y recursos.

### CAPÍTULO II - Reglamento de zonificación del uso del suelo
Los artículos del 7 al 18 clasifican las zonas por usos, naturaleza de los usos, diferentes zonas residenciales, de comercio y servicio, de pequeña industria, facilidades comunales, agrícola, control del paisaje natural y de edificaciones en altura.

### CAPÍTULO III - Reglamento de vialidad.
Este apartado lo integran los artículos del 19 al 28 y en ellos se establece la jerarquización vial, clasificación de las vías, servidumbres, señalización, estacionamientos y obras en la vía. 

### CAPÍTULO IV - Instalación de publicidad exterior
Los artículos del 29 al 41 regulan lo relacionado con la aplicación, licencias, cobros, plazo, requisitos y responsabilidad.

### CAPÍTULO V - Transitorios
Los artículos del 42 al 47, relacionados con rótulos, uso de suelo, red vial, trámites iniciados y la Zona de Interés Patrimonial Cuadrante Urbano de Escazú.

### CAPÍTULO VI - Definición de los términos.
Establece la definición de setenta términos relacionados con el Plan regulador y, en forma  supletoria, adopta las definiciones contenidas en el diccionario de la Real Academia Española.
El Plan pretende mantener y subrayar conceptual-mente la vocación residencial del cantón preservando y reforzando las zonas ecológicas en los Cerros de Escazú y los espacios y construcciones culturales que le otorgan características particulares. Además, se regularizan las áreas comerciales sobre vías primarias (Municipalidad de Escazú, 2005).
Las prioridades están en el uso conforme de vivienda y los usos afines a esta que conlleven a consolidar dicho uso promoviendo la calidad de vida residencial en forma integral con los aspectos urbanos, servicios y amenidades que deben conformarla evitando mezcla de usos no afines a las zonas de vivienda. Por tanto, los usos comerciales conflictivos que no puedan mantener las posibles molestias dentro de su propiedad se confinan en áreas que, por su ubicación, no molesten a los habitantes de las áreas residenciales (Municipalidad de Escazú, 2005). Por otra parte, el uso industrial intenso está descartado en el cantón, y solo se consolidará la zona industrial en Guachipelín, creada por el Plan GAM, con industria liviana o usos complementarios como bodegas pequeñas de alquiler, almacenes de depósito y similares, además de comercio y servicios (Municipalidad de Escazú, 2005)

## Clasificación de las zonas residenciales
Las principales zonas residenciales están clasificadas de la forma siguiente:
Zona Residencial Baja Densidad (ZRBD) - 17 viviendas por hectárea.
Zona Residencial Media Densidad (ZRMD) - 25 viviendas por hectárea.
Zona Residencial Media Alta Densidad (ZRMAD) - 40 viviendas por hectárea.
Zona Residencial Alta Densidad (ZRAD) - 50 viviendas por hectárea.
Zona Residencial Alta Alta Densidad (ZRAAD) - 67 viviendas por hectárea.

## LaPropiedad Privada
La propiedad privada es inviolable, esta es la primera oración del párrafo primero, del artículo No. 45 de la Constitución Política, en él queda claro el principio de la inviolabilidad de la propiedad privada. Esto, se concibe como una afectación de un bien a favor del administrado, se le confiere a este el poder jurídico de disposición sobre el mismo. Tal poder de disposición debe reputarse jurídico, porque implica para su titular la posibilidad de hacerlo respetar coactivamente  frente a los demás sujetos del ordenamiento, quienes tienen la obligación correlativa de abstenerse de perturbar ese derecho. (Costa Rica. Leyes, 2008).
Este derecho está integrado por todos los atributos de la propiedad e incluye a los bienes de consumo, los productivos, en general, la propiedad como medio de producción.  Forman parte del derecho de propiedad las atribuciones esenciales del dominio: la posesión, uso y goce, transformación, disposición, defensa y reivindicación. (Costa Rica. Leyes, 2008)
Sin embargo el concepto de propiedad privada absoluta, en el cual, el titular puede hacer todo lo que se le ocurra, en el momento que así lo decida,  es únicamente un dato usado como referente histórico.  En el cual el derecho de propiedad, implicaba el completo señorío sobre el bien, de manera absoluta, general, independiente, plena, universal, ilimitada y exclusiva. (Voto de la Sala Constitucional, 2002).
Es necesario, por lo tanto, reconocer al titular de derecho de un bien,  como parte de  una comunidad socioeconómica y como tal es titular de una serie de derechos de carácter económico y otro prestacional o social.  Es decir, así como la libertad individual halla su límite en la libertad o en el derecho ajeno por exigirlo así la convivencia de los seres que forman la sociedad, del propio modo las facultades inherentes al dominio están sometidas a ciertos gravámenes y restricciones, en obsequio de las relaciones de vecindad y en beneficio de la propiedad inmueble.  (Brenes, 2001)
Asimismo, la legitimidad de las restricciones a los derechos fundamentales está subordinada a una serie de principios, así por ejemplo:
1. Deben estar llamadas a satisfacer un interés público imperativo;
2. Para alcanzar ese interés público, deben escogerse entre varias opciones aquella que restrinja en menor escala el derecho protegido;
3. La restricción debe ser  proporcionada al interés que la justifica y ajustarse estrictamente al logro de ese objetivo;
4. La restricción debe ser imperiosa social mente, y por ende excepcional. (Sala Constitucional voto 3550, 1992)

Aunque la legislación costarricense utiliza indistintamente los términos “utilidad pública” e “interés público”, el concepto de público está relacionado con la función del estado, como garante de Derechos y como protector de los factores que forman parte del patrimonio estatal. Así, tenemos que todos los recursos naturales, por mandato constitucional, le pertenecen al Estado, artículo 121 inciso 14. De tal forma que, si en una propiedad privada, se encuentra un yacimiento de mineral, agua u otro recurso; la propiedad debe ser expropiada, para que el Estado pueda proteger y/o administrar estos recursos con fines públicos.   Es decir, que beneficien a la colectividad en general. Claro está, esto debe ocurrir previa indemnización como se establece en el párrafo primero del artículo 45 constitucional. La misma suerte enfrentaría el inmueble, si se viera afectada o desmembrada por la construcción de una carretera o vía pública.

## Los Derechos ilimitados
La existencia de Derechos ilimitados no es posible en un Estado de Derecho, por cuanto contradice a la naturaleza de articular un sistema de límites entre las posiciones de todos los sujetos, y un derecho subjetivo ilimitado podría ser causa de la destrucción del orden jurídico, es decir, podría ser incompatible con él. La misión de la Ley no es hacer excepciones a la supuesta limitación previa de los derechos fundamentales, sino precisamente diseñarlos y definirlos a efecto de su articulación dentro del concierto social. Esto no es una excepción en el caso de la regulación del derecho de propiedad, creación indiscutible y directa del ordenamiento jurídico (Sala Constitucional voto 06524, 1998). 
Por lo que las limitaciones al derecho de propiedad son producto del hecho mismo de formar parte de una colectividad, la misma que garantiza ese derecho, pero que lo somete a ciertas regulaciones con la finalidad de alcanzar un disfrute óptimo y armónico de los derechos de todos los individuos y que se caracterizan, como tesis de principio, por no ser indemnizables. En el caso específico del derecho de propiedad, el sistema de limitaciones intrínsecas o internas se refiere  al contenido propio o esencial del derecho de propiedad, contenido mínimo que ha sido definido como la facultad de disfrutar y usar el bien para provecho personal en el caso de la propiedad privada, o para utilidad social en el caso de la propiedad pública; y el sistema de limitaciones externas de la propiedad lo conforman las limitaciones de interés social, que son de origen legislativo y de máxima importancia institucional, al requerir para su imposición la aprobación legislativa con mayoría reforzada (Sala Constitucional voto 06524, 1998). 

## LaPropiedadUrbanística
El concepto de propiedad en el derecho urbanístico ha sido considerado de varios tipos, como por ejemplo la propiedad urbana, propiedad rural y de una propiedad industrial, es decir, dependiendo de la función que el bien tiene encomendado y realiza en la vida en sociedad. 
La propiedad urbana está sujeta a una serie de características, por ejemplo: 
1. Es una propiedad delimitada (linderos, medianería, propiedad volumétrica –tercera dimensión-).
2. Está sometida a un destino determinado, definido en un plan regulador o reglamento de zonificación, fin que no es cambiable por el  propietario, sino que es limitable y regulado por las autoridades respectivas-gobiernos locales, en primera instancia.
3. El uso de la propiedad es restrictivo y a veces obligatorio.
4. La propiedad desempeña un rol particular, inclusive de carácter temporal, por cuanto se mueve dentro de la vigencia de un plan regulador, por lo que siendo el plan modificable por la autoridad, los usos  de la propiedad podrían también ser cambiados.
5. En este sentido, las limitaciones impuestas a la propiedad por un plan regulador deben entenderse como limitaciones lícitas.
6. La afectación a la propiedad tiene el carácter de “limitación”, es decir, la propiedad sometida a una serie de restricciones y obligaciones (parcelar, reparcelar, vender, edificar, conservar, cercar, permisos de construcción, altura de fachadas, retiros,  estacionamiento de vehículos, permisos de habitabilidad, áreas de parcelas, etc), cuyo fin es el de contribuir al bienestar colectivo, y por ende, a su propio provecho; entiéndase que las mismas no pueden ser de tal naturaleza que impliquen la extinción o limitación insoportable que vacíe de contenido el derecho  de propiedad, por cuanto implicarían una expropiación encubierta, debiendo en consecuencia ser indemnizada (Sala Constitucional voto 06524, 1998).

```
La imposición de limitaciones a la propiedad con fines urbanísticos resulta imprescindible para la convivencia en sociedad, no tratándose de una actividad expropiatoria que requiera de indemnización previa, según los términos exigidos y previstos en el párrafo segundo del artículo  45 de la Constitución Política.
```

Es en beneficio de la comunidad socioeconómica que la Constitución Política, en el párrafo segundo del artículo 45, incorpora el concepto de lo social en la propiedad al establecer que: por necesidad pública, -esta parte está vinculada con la función del Estado-,   podrán imponer a la propiedad limitaciones de interés social, -lo social está vinculado con la armonía y deber de poner la propiedad al servicio de las necesidades sociales-.  Dada la importancia de estas limitaciones a la propiedad, el constituyente establece, en el mismo artículo 45, que únicamente la Asamblea Legislativa podrá establecerla, mediante el voto de  los dos tercios de la totalidad de sus miembros.
En este segundo grupo de limitaciones a la propiedad se incorporan, las restricciones establecidas por las corporaciones municipales, en virtud de la existencia de  un plan de ordenamiento territorial.  Además, forman parte de este conjunto todas las limitaciones establecidas en el Código Civil, Ley General de Salud, leyes para la protección de la flora y la fauna,  así como la ley de Protección al Patrimonio Histórico. 

## Omisiones del Plan Regulador de Escazú
Aún cuando no es el propósito de este estudio, se debe mencionar dos elementos encontrados mediante la observación y el acercamiento personal a los habitantes del cantón (esto es un estudio empírico):
El primero tiene que ver con la participación de los habitantes del cantón,  en las propuestas para crear o mejorar el Plan Regulador del cantón.  En una entrevista con el Ingeniero José Fabio Corrales, indicó que la gente tiende a ser apática en la participación a este tipo de eventos de la municipalidad, en el 2005 y 2006 hubo bastante divulgación del Plan Regulador, sin embargo la participación ciudadana ha sido baja (Corrales, 2009). La apatía es una distorsión, que puede ser disminuida si se utilizan los medios de comunicación adecuados a la población meta, en este sentido, debe haber diferentes adecuaciones que resulten de un adecuado estudio de las costumbres de la población cantonal. Lograr una mayor sensibilidad en la población, permitirá que el mensaje alcance mayor profundidad, y como consecuencia surgirán inquietudes que  permitirán reorientar la normar que les perjudique, ya sea por acción o por omisión.
El segundo elemento está relacionado con la actividad agrícola del cantón, el ayuntamiento no cuenta con un profesional en agronomía.  La agricultura no está incluida en el Plan Regulador, están siendo exterminados por omisión, por la erosión del terreno necesario, en la tecnología que utilizan y los productos químicos aplicados a las plantaciones;  han sido considerados como una amenaza para la zona, sobre todo si tomamos en cuenta que se encuentran cerca de los cerros de Escazú, zona de especial atención por el riesgo de deslizamientos y porque bajo del subsuelo se teje una red de mantos acuíferos, cuyo mapa actual no es confiable. Las tecnologías agrícolas contemporáneas, permiten la existencia de cultivos  sin la amenaza al medio ambiente, este desafío debe asumirlo la municipalidad, antes que los agricultores se extingan por la omisión del Plan Regulador. Conservar la cultura del boyero, el agricultor el lenguaje y demás costumbres del cantón, son capítulos aún pendientes por las autoridades del cantón.